# Baranów, Lublin Voivodeship
Baranów [baˈranuf] là một ngôi làng ở Puławy, Lublin Voivodeship, ở miền đông Ba Lan. Đó là khu hành chính của Gmina Baranów. Nó nằm cách khoảng 20 kilômét (12 mi) về phía đông bắc Puławy và 46 km (29 mi) về phía tây bắc của thủ phủ khu vực Lublin.
Ngôi làng có dân số là 1.672 người.

## Lịch sử
Baranów được thành lập như một thị trấn trên cơ sở Luật đặc quyên thị trấn Magdeburg vào năm 1544. Vào thế kỷ 19, thị trấn đã suy thoái về kinh tế và vào năm 1870, nó đã mất đi quyền thị trấn.

### Lịch sử của người Do Thái ở Baranów
Những đề cập lịch sử đầu tiên về cư dân người Do Thái của Baranów xuất phát từ những ghi chép có từ năm 1621. Năm 1930, ngôi làng có dân số là 2071 người, bao gồm 1092 người Do Thái. Dưới sự chiếm đóng của Đức ở Ba Lan, người dân Do Thái bị giam cầm trong một khu tập trung vào năm 1942, sau đó bị trục xuất đến trại hủy diệt Sobibor và bị sát hại tại đây. Còn không đến 25 người Do Thái Baranów sống sót sau chiến tranh, và cộng đồng Do Thái không được tái lập trong làng này sau đó. Ngoại trừ tàn dư của nghĩa trang Do Thái và tên của một trong những đường phố, một vài dấu vết của sự hiện diện của người Do Thái trước đây vẫn còn trong làng cho tới ngày nay.